# TLC: Tables, Ladders & Chairs (2019)
TLC: Tables, Ladders & Chairs (2019) foi um evento de luta livre profissional produzido pela WWE e transmitido em formato pay-per-view (PPV) pelo WWE Network e contou com a participação de lutadores das marcas Raw e SmackDown. Ocorreu em 15 de dezembro de 2019 no Target Center em Minneapolis, Minnesota. Foi o décimo primeiro evento da cronologia TLC: Tables, Ladders & Chairs.
Oito lutas foram disputadas no evento, incluindo uma no pré-show. No evento principal, as Kabuki Warriors (Asuka e Kairi Sane) derrotaram Becky Lynch e Charlotte Flair em uma luta Tables, Ladders, and Chairs de duplas para reterem o Campeonato Feminino de Duplas, que também foi a primeira vez que o título foi disputado na luta principal de um pay-per-view, além de ser a primeira luta TLC feminina de duplas. Em outras lutas importantes, Bray Wyatt derrotou The Miz, The New Day (Big E e Kofi Kingston) derrotaram The Revival (Scott Dawson e Dash Wilder) em uma luta de escadas para reterem o Campeonato de Duplas do SmackDown na luta de abertura, Bobby Lashley derrotou Rusev em uma luta de mesas, e  King Corbin derrotou Roman Reigns em uma luta TLC.

## Produção

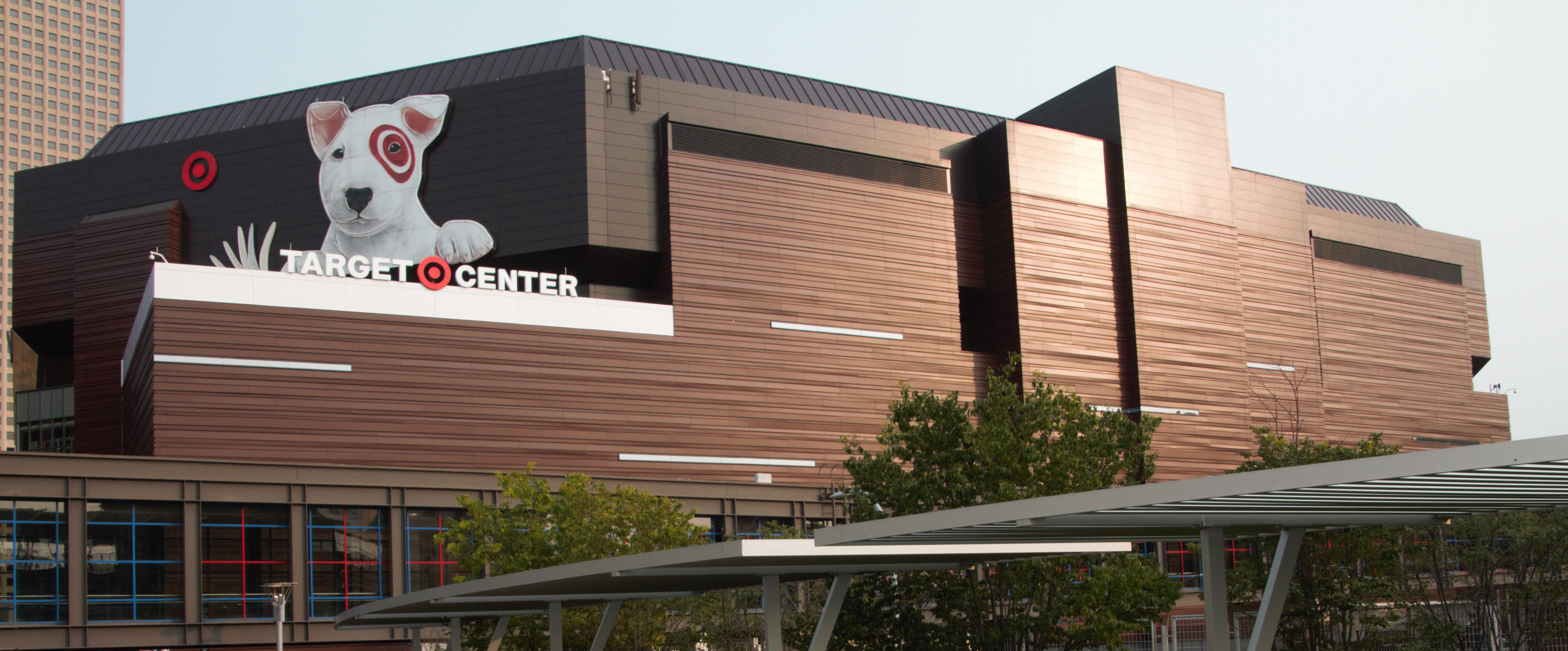
Local onde ocorre o evento, em Minneapolis, Minnesota - EUA.

### Conceito
TLC: Tables, Ladders & ChaLirs é uma gimmick anual de pay-per-view, geralmente produzido todo mês de dezembro pela WWE desde 2009. O conceito do show écal  baseado nas lutas primárias do card, cada uma contendo uma estipulação usando mesas, escadas e cadeiras como armas legais, com o evento principal geralmente sendo uma luta Tables, Ladder and Chairs. O evento de 2019 foi o décimo primeiro evento sob a cronologia TLC e contou com lutadores das marcas Raw e SmackDown. O evento também apresentou a primeira luta Tables, Ladders, and Chairs de duplas femininas.

### Histórias
O show teve oito lutas, incluindo uma no pré-show. As lutas resultaram de enredos roteirizados, onde os lutadores retratavam heróis, vilões ou personagens menos distintos em eventos roteirizados que geravam tensão e culminavam em uma luta ou série de lutas. Os resultados foram predeterminados pelos escritores da WWE nas marcas Raw e SmackDown, enquanto as histórias foram produzidas nos programas semanais de televisão da WWE, Monday Night Raw e Friday Night SmackDown.

#### Raw
Durante a luta feminina do Survivor Series, a capitã do Time Raw, Charlotte Flair, e sua parceira Asuka tiveram uma desentendimento, resultando em Asuka cuspindo névoa verde no rosto de Flair; Asuka saiu da luta enquanto Flair foi eliminada. Uma luta entre os dois ocorreu no Raw da noite seguinte, onde Asuka, com ajuda de sua parceira de duplas Kairi Sane, derrotou Flair depois de cuspir uma névoa verde no rosto de Flair. Na semana seguinte, Flair perdeu para as Kabuki Warriors (Asuka e Sane) em uma luta handicap. No episódio de 9 de dezembro, Flair se aproximou da ex-rival e Campeã Feminina do Raw, Becky Lynch, e afirmou que, embora ela não gostasse de Lynch, ela não gostava mais ainda das Kabuki Warriors. Lynch inicialmente rejeitou Flair e, em seguida, venceu uma luta handicap contra as Kabuki Warriors por desqualificação, após o que elas jogaram Lynch em uma mesa. Mais tarde, elas atacaram Flair nos bastidores e lançaram um desafio para Lynch e Flair com seu Campeonato Feminino de Duplas em jogo no TLC. Lynch e Flair aceitaram o desafio como uma luta TLC, marcando a primeira luta de duplas femininas disputada sob a estipulação.
No Raw de 18 de novembro, Buddy Murphy foi ao vestiário de Aleister Black para desafiá-lo, mas Black estava ausente e Murphy afirmou que Black falava e não lutava. Na semana seguinte, Black apareceu e atacou Murphy após a luta deste último. No episódio de 2 de dezembro, depois de assistir a luta de Black nos bastidores, Murphy foi entrevistado onde desafiou Black mais uma vez. Na semana seguinte, uma luta entre Black e Murphy foi agendada para o TLC.
Antes do WWE Draft 2019, Rusev, sua esposa Lana e Bobby Lashley voltaram de seu hiato; durante o episódio de 30 de setembro do Raw, a luta pelo Campeonato Universal de Rusev terminou em um no-contest quando Lashley apareceu, chamou Lana e começou a beijá-la. Todos os três foram convocados para o Raw, e Lashley e Lana continuaram a atormentar Rusev com seu caso de amor nas semanas seguintes. Lana explicou que ela traiu Rusev porque ele a traiu primeiro e que ele era viciado em sexo. Os papéis do divórcio e uma ordem de restrição foram finalmente emitidos contra Rusev. No episódio de 25 de novembro, Rusev violou a ordem de restrição e atacou brutalmente Lashley, após o que a segurança escoltou Rusev para fora do prédio. Na semana seguinte, Rusev mais uma vez violou a ordem de restrição e atacou Lashley, embora a segurança não tenha tentado impedi-lo. O segurança, por sua vez, prendeu Lashley e Lana, depois que Lashley empurrou um policial e Lana deu um tapa em outro. No episódio de 9 de dezembro, Rusev e Lana assinaram seus papéis de divórcio sob o acordo de que Rusev receberia uma partida contra Lashley no TLC, que foi feita uma luta de mesas.
No Raw de 9 de dezembro, os The Viking Raiders (Erik e Ivar) lançaram um desafio aberto pelo Campeonato de Duplas do Raw que foi respondido pelo Street Profits (Angelo Dawkins e Montez Ford), que foram derrotados. No dia seguinte no WWE Backstage, foi revelado que os The Viking Raiders fariam outro desafio aberto no TLC.

#### SmackDown
Antes do Survivor Series, uma rivalidade começou entre Roman Reigns e King Corbin. Durante a luta do Survivor Series, depois que Corbin causou a eliminação de seu parceiro do Time SmackDown, Mustafa Ali, o capitão da equipe Reigns aplicou um Spear em Corbin, que resultou na eliminação de Corbin, enquanto Reigns venceu a luta para sua equipe. No SmackDown seguinte, Reigns chamou Corbin, que alegou que o Time SmackDown venceu por causa dele, e afirmou que Reigns traiu seu time ao atacá-lo. Reigns desafiou Corbin para uma luta, no entanto, Corbin apresentou Dolph Ziggler e Robert Roode e Roode desafiou Reigns, no qual Reigns venceu. Após a luta, uma briga começou. Na semana seguinte, uma luta TLC entre Reigns e Corbin foi agendada para o TLC.
No episódio de 8 de novembro do SmackDown, The New Day (Big E e Kofi Kingston) derrotaram The Revival (Scott Dawson e Dash Wilder) para vencerem o Campeonato de Duplas do SmackDown. Uma revanche ocorreu na semana seguinte, mas a The Undisputed Era do NXT (Adam Cole, Bobby Fish, Kyle O'Reilly e Roderick Strong) interferiu, causando uma decisão de no-contest. No episódio de 6 de dezembro, The Revival derrotou Heavy Machinery (Otis e Tucker), Lucha House Party (Lince Dorado e Gran Metalik), e Mustafa Ali & Shorty G em uma luta fatal four-way de eliminação para ganhar outra revanche pelo título no TLC, que foi feita uma luta de escadas.
No Survivor Series, "The Fiend" Bray Wyatt derrotou Daniel Bryan para reter o Campeonato Universal. No SmackDown seguinte, Wyatt (como seu personagem Firefly Fun House) desafiou Bryan, que agora estava abraçando o "Movimento Sim" novamente, para outra luta pelo título, que Bryan aceitou. The Fiend então apareceu e atacou Bryan, arrancando seu cabelo. Na semana seguinte, The Miz, que estava envolvido na rivalidade, disse que Bryan não tinha sido visto desde o ataque de The Fiend e afirmou que embora ele e Bryan não gostassem um do outro, ambos faziam parte da família WWE, e ele encontraria Bryan. Wyatt interrompeu e queria "brincar" com Miz já que Bryan havia desaparecido e queria se tornar parte da família de Miz, o que levou Miz a procurar Wyatt. Mais tarde, nos bastidores, Miz encontrou uma foto da família de Miz com Wyatt no lugar de Miz, após a qual Wyatt atacou Miz. Uma luta sem título entre Miz e Wyatt foi então agendada para o TLC, marcando a primeira luta de Wyatt desde seu retorno em abril para lutar como seu personagem Firefly Fun House em vez de The Fiend (como Miz e Wyatt nunca haviam rivalizado anteriormente).

## Evento
| Função:                   | Nome:                     |
| ------------------------- | ------------------------- |
| Comentaristas em inglês   | Michael Cole (SmackDown)  |
| Comentaristas em inglês   | Corey Graves (SmackDown)  |
| Comentaristas em inglês   | Vic Joseph (Raw)          |
| Comentaristas em inglês   | Jerry Lawler (Raw)        |
| Comentaristas em inglês   | Samoa Joe (Raw)           |
| Comentaristas em espanhol | Carlos Cabrera            |
| Comentaristas em espanhol | Marcelo Rodríguez         |
| Comentaristas alemão      | Carsten Schaefer          |
| Comentaristas alemão      | Tim Haber                 |
| Comentaristas alemão      | Calvin Knie               |
| Anunciadores de ringue    | Greg Hamilton (SmackDown) |
| Anunciadores de ringue    | Mike Rome (Raw)           |
| Árbitros                  | Danilo Anfibio            |
| Árbitros                  | Jason Ayers               |
| Árbitros                  | Dan Engler                |
| Árbitros                  | Eddie Orengo              |
| Árbitros                  | Chad Patton               |
| Árbitros                  | Ryan Tran                 |
| Árbitros                  | Rod Zapata                |
| Entrevistadores           | Charly Caruso             |
| Entrevistadores           | Kayla Braxton             |
| Painel do pré-show        | Jonathan Coachman         |
| Painel do pré-show        | Charly Caruso             |
| Painel do pré-show        | David Otunga              |
| Painel do pré-show        | Booker T                  |

### Pré-show
Durante o pré-show doTLC: Tables, Ladders & Chairs, Humberto Carrillo enfrentou Andrade (acompanhado por Zelina Vega). Durante a luta, as tensões aumentaram entre Andrade e Vega devido à derrota de Andrade para Carrillo no episódio anterior do Raw. No final, Carrillo executou um hurricanrana em Andrade fora do ringue e um moonsault em Andrade dentro do ringue para vencer a luta. Vega tentou ajudar Andrade após a luta, mas ele a dispensou.

### Lutas preliminares
O pay-per-view começou com The New Day (Big E e Kofi Kingston) defendendo o Campeonato de Duplas do SmackDown contra The Revival (Scott Dawson e Dash Wilder) em uma luta de duplas. Nos momentos finais, Big E executou o Big Ending em Wilder de uma escada. Enquanto Dawson subia a escada, Kingston o interceptou e atacou Dawson, que caiu em uma escada presa entre as cordas do ringue. Kingston então tirou os cintos para reter o título.
Em seguida, Aleister Black enfrentou Buddy Murphy. Durante a luta, Black caiu nos degraus do ringue, o que fez seu nariz sangrar muito. O fim veio quando Black realizou um Black Mass em Murphy para vencer a luta.
Depois disso, os Campeões de Duplas do Raw, The Viking Raiders (Erik e Ivar), vieram para o desafio aberto que foi respondido por The O.C. (Luke Gallows e Karl Anderson). No final, depois que Gallows e Anderson jogaram Erik para a multidão, Ivar aplicou um suicide dive neles, porém, as duas equipes não conseguiram voltar ao ringue, resultando em uma contagem dupla, e os The Viking Raiders mantiveram o título. Após a luta, The O.C. tentou executar  um The Magic Killer em Erik através de uma mesa, porém Ivar conseguiu interceptar e realizar uma powerbomb em Anderson através de uma mesa.
Nos bastidores, The Miz foi entrevistado onde mencionou que Bray Wyatt violou a santidade de sua casa, que ele estava lutando como marido e como pai, e ele jurou destruir Wyatt.
Na quarta luta, King Corbin enfrentou Roman Reigns em uma luta Tables, Ladders, and Chairs. No meio da luta, enquanto Reigns tentava lançar Corbin através de uma mesa, Dolph Ziggler apareceu e interceptou Reigns com um superkick. Reigns atacou Ziggler, Corbin e seus guardas de segurança com um taco de kendo. The Revival (Scott Dawson e Dash Wilder) então apareceram e dominaram Reigns. Reigns reagiu e aplicou um suicide dive em Corbin, Ziggler e The Revival. No final, enquanto Reigns tentava aplicar um spear em Corbin, Ziggler jogou uma cadeira na cabeça de Reigns e executou um Zig-Zag em Reigns seguido por The Revival executando uma Shatter Machine em Reigns. Corbin então executou um End of Days on Reigns em uma cadeira para vencer a luta.
Em seguida, o Campeão Universal Bray Wyatt enfrentou The Miz em uma luta sem título. No início da luta, Wyatt tentou acalmar Miz, que em vez disso atacou Wyatt e o dominou. Durante a luta, Wyatt experimentou mudanças de humor e riu loucamente, sentindo prazer na dor. Fora do ringue, Wyatt executou um SIster Abigail em Miz, seu primeiro de apenas dois ataques ofensivos. Como Miz conseguiu voltar ao ringue antes da contagem de 10, Wyatt executou outro Sister Abigail para vencer a luta. Após a luta, The Fiend apareceu no TitanTron, o que levou Wyatt a obter seu martelo com o tema Fiend debaixo do ringue para usar em Miz. Enquanto Wyatt tentava atacar Miz com o martelo, as luzes se apagaram, sinalizando a presença de The Fiend para grande deleite de Wyatt, no entanto, uma pessoa encapuzada apareceu e deu uma joelhada em Wyatt. A pessoa foi revelada como um Daniel Bryan de volta, agora com um corte curto e uma barba mais curta. Bryan atacou Wyatt e tentou acertá-lo com o martelo, no entanto, as luzes se apagaram completamente. Quando elas iluminaram, Wyatt havia sumido.
Na penúltima luta, Rusev enfrentou Bobby Lashley (acompanhado por Lana) em uma luta de mesas. No final, quando Rusev estava prestes a colocar Lashley em uma mesa, Lana pulou nas costas de Rusev e Lashley arremessou Rusev em uma mesa para vencer a luta.
Nos bastidores, enquanto os The Street Profits (Angelo Dawkins e Montez Ford) faziam uma promo, uma briga estourou envolvendo Roman Reigns, King Corbin, The New Day, The Revival e Dolph Ziggler .

### Evento principal
No evento principal, as Kabuki Warriors (Asuka e Kairi Sane) defenderam o Campeonato Feminino de Duplas  contra a Campeã Feminina do Raw Becky Lynch e Charlotte Flair em uma luta Tables, Ladders, and Chairs de duplas. Em algum momento durante a luta, o comentarista Jerry Lawler notou que a briga nos bastidores ainda estava ocorrendo. No meio do evento principal, as Kabuki Warriors amarraram Lynch com uma corda a uma escada, momentaneamente mantendo-a fora da luta enquanto lutavam com Flair, que conseguiu lutar contra elas e ajudou a afrouxar a corda em torno de Lynch. Enquanto as Kabuki Warriors atacavam Flair, Lynch se libertou e as atacou. Fora do ringue, Flair jogu Sane em uma mesa. Logo depois, Asuka jogou Flair em uma mesa com um powerbomb do apron do ringue. Enquanto Lynch subia a escada para recuperar os cintos, Asuka derrubou a escada puxando a corda que ainda estava amarrada à escada, mandando Lynch para fora. Asuka então subiu a escada e recuperou os cintos para manter o título.
Imediatamente após a luta, a briga nos bastidores se espalhou pela arena e pela multidão, que terminou com Roman Reigns realizando um spear em King Corbin de uma plataforma elevada em cima dos outros lutadores.

## Depois do evento

### Raw
No Raw seguinte, a Campeã Feminina do Raw, Becky Lynch, foi entrevistada nos bastidores sobre sua derrota. Ela afirmou que não tinha sido ela mesma nos últimos meses e sentiu que a administração a colocou em combates de duplas para protegê-la de enfrentar Asuka em uma luta individual e provavelmente perder para ela. Ela também afirmou que nunca havia derrotado Asuka e precisava mudar isso. Uma luta entre as duas pelo Campeonato Feminino do Raw foi agendada para o Royal Rumble.
Lana comemorou a vitória de Bobby Lashley. Lashley pediu Lana em casamento com Lana afirmando que seu casamento aconteceria no "Lana Day", zombando da gimmick "Rusev Day" de Rusev. Durante o casamento, Liv Morgan voltou, professando seu amor por Lana, após o que Rusev apareceu e atacou Lashley. Uma revanche entre Rusev e Lashley no Raw de 13 de janeiro de 2020 foi novamente vencida por Lashley, enquanto uma briga ocorreu entre Lana e Morgan fora do ringue. Uma luta de duplasmistas entre Rusev & Morgan e Lashley & Lana foi agendada para a semana seguinte.
O The O.C. (Karl Anderson e Luke Gallows) tiveram uma revanche sem título contra o The Viking Raiders (Erik e Ivar), onde foram vitoriosos sobre os campeões. Street Profits (Angelo Dawkins e Montez Ford) derrotaram Gallows e Anderson no episódio de 30 de dezembro, estabelecendo uma luta triple threat de duplas pelo Campeonato de Duplas do Raw no episódio de 6 de janeiro de 2020, onde os The Viking Raiders venceram.
Andrade e Humberto Carrillo estavam programados para participar de uma luta gauntlet para determinar o desafiante número um contra Rey Mysterio pelo Campeonato dos Estados Unidos. Carrillo avançou para a final para enfrentar Andrade, que não apareceu durante sua entrada. Andrade, em vez disso, atacou Carrillo por trás e a luta terminou em um no-contest. Andrade e Zelina Vega também estavam aparentemente se dando bem. Andrade então venceu o título de Mysterio em um Live event no Madison Square Garden em 26 de dezembro.
Aleister Black e Buddy Murphy tiveram mais duas lutas, nos episódios de 30 de dezembro e 13 de janeiro, respectivamente, onde Black foi novamente vitorioso em cada uma.

### SmackDown
No SmackDown seguinte, Daniel Bryan e The Miz declararam seu desejo de tirar o Campeonato Universal de "The Fiend" Bray Wyatt devido a seus respectivos problemas pessoais com Wyatt. Bryan e Miz foram interrompidos por King Corbin, que sentiu que merecia uma oportunidade pelo título devido à sua vitória sobre Roman Reigns no TLC. Mais tarde naquela noite, Miz e Bryan derrotaram Corbin e Dolph Ziggler no evento principal. Após a luta, foi confirmado que Miz, Bryan e Corbin se enfrentariam em uma luta triple threat no episódio de 27 de dezembro, com o vencedor recebendo uma luta pelo Campeonato Universal contra The Fiend no Royal Rumble. Bryan venceu a luta para ganhar a luta pelo título.
Depois de mais rixas em episódios subsequentes do SmackDown, incluindo o retorno dos The Usos (Jey Uso e Jimmy Uso), Roman Reigns estava programado para ter uma revanche contra King Corbin no Royal Rumble, com ambos também participando da luta Royal Rumble.

## Recepção
Falando em seu programa na Wrestling Observer Radio, Dave Meltzer simplesmente disse sobre o programa "É uma merda. Foi muito ruim, de várias maneiras. " No entanto, ele e o co-anfitrião Bryan Alvarez concordaram que as duas primeiras lutas foram "boas" antes de "tudo desmoronar". Alvarez foi especialmente crítico sobre a quantidade de vitórias dos heels no show e, em particular, o trabalho do personagem de The Miz e o ataque indiferente subsequente durante sua luta com Bray Wyatt e que a luta TLC do evento principal continuou por cerca de 10 minutos depois de aparente que Kairi Sane sofreu uma lesão na cabeça, dizendo que a luta não teria perdido nada se eles tivessem ido direto para o final. Ambos criticaram fortemente a dupla contagem final no combate Viking Raider/OC e chamaram o combate Reigns/Corbin TLC de "chato".

## Resultados
| Nº                                          | Resultados                                                                                                  | Estipulações                                                        | Tempo |
| ------------------------------------------- | --- | ------------------------------------------------------------------- | ----- |
| Pré- show                                   | Humberto Carrillo derrotou Andrade (com Zelina Vega)                                                        | Luta individual                                                     | 12:45 |
| 1                                           | The New Day (Big E e Kofi Kingston) (c) derrotaram The Revival (Scott Dawson e Dash Wilder)                 | Luta de escadas pelo Campeonato de Duplas do SmackDown              | 19:20 |
| 2                                           | Aleister Black derrotou Buddy Murphy                                                                        | Luta individual                                                     | 13:45 |
| 3                                           | The Viking Raiders (Erik e Ivar) (c) vs. The O.C. (Luke Gallows e Karl Anderson) terminou em countout duplo | Luta de duplas pelo Campeonato de Duplas do Raw                     | 8:30  |
| 4                                           | King Corbin derrotou Roman Reigns                                                                           | Luta Tables, Ladders, and Chairs                                    | 22:20 |
| 5                                           | Bray Wyatt derrotou The Miz                                                                                 | Luta individual                                                     | 6:40  |
| 6                                           | Bobby Lashley (com Lana) derrotou Rusev                                                                     | Luta de mesas                                                       | 13:30 |
| 7                                           | The Kabuki Warriors (Asuka e Kairi Sane) (c) derrotaram Becky Lynch e Charlotte Flair                       | Luta Tables, Ladders, and Chairs pelo Campeonato Feminino de Duplas | 26:00 |
| (c) – Refere-se aos campeões antes da luta. | |                                                                     |       |